# Mistrzostwa Świata w Kolarstwie Torowym 1968
65. Mistrzostwa Świata w Kolarstwie Torowym 1968 odbyły się w dwóch miastach: stolicy Włoch – Rzymie (konkurencje zawodowców i kobiet) oraz stolicy Urugwaju – Montevideo (amatorzy). W programie mistrzostw znalazło się jedenaście konkurencji: sprint i wyścig na dochodzenie dla kobiet oraz sprint, wyścig na dochodzenie, wyścig ze startu zatrzymanego zarówno dla zawodowców jak i amatorów, wyścig drużynowy na dochodzenie zawodowców, a także wyścig tandemów i wyścig na 1000 m dla mężczyzn.

## Medaliści

### Kobiety
| Konkurencja                        | Złoto           | Srebro           | Brąz                   |
| ---------------------------------- | --------------- | ---------------- | ---------------------- |
| Sprint indywidualny                | Ałła Bagijanc   | Irina Kiriczenko | Galina Jermołajewa     |
| Wyścig indywidualny na dochodzenie | Raisa Obodowska | Beryl Burton     | Keetie van Oosten-Hage |

### Mężczyźni
| Konkurencja                                   | Złoto                                                                             | Srebro                                                                                   | Brąz                                                                           |
| --------------------------------------------- | --------------------------------------------------------------------------------- | ---------------------------------------------------------------------------------------- | ------------------------------------------------------------------------------ |
| Sprint indywidualny amatorów                  | Luigi Borghetti                                                                   | Niels Fredborg                                                                           | Robert Van Lancker                                                             |
| Wyścig indywidualny na dochodzenie amatorów   | Mogens Frey                                                                       | Xaver Kurmann                                                                            | Lorenzo Bosisio                                                                |
| Wyścig ze startu zatrzymanego amatorów        | Giuseppe Grassi                                                                   | Cees Stam                                                                                | Benny Herger                                                                   |
| Sprint indywidualny zawodowców                | Giuseppe Beghetto                                                                 | Patrick Sercu                                                                            | Giovanni Pettenella                                                            |
| Wyścig indywidualny na dochodzenie zawodowców | Hugh Porter                                                                       | Ole Ritter                                                                               | Leandro Faggin                                                                 |
| Wyścig ze startu zatrzymanego zawodowców      | Leo Proost                                                                        | Piet de Wit                                                                              | Ehrenfried Rudolph                                                             |
| Wyścig drużynowy na dochodzenie               | Włochy · Cipriano Chemello · Lorenzo Bosisio · Giorgio Morbiato · Luigi Roncaglia | Argentyna · Carlos Miguel Álvarez · Juan Alves · Ernesto Contreras · Juan Alberto Merlos | Szwecja · Erik Pettersson · Tomas Pettersson · Gösta Pettersson · Josef Ripfel |
| Wyścig na 1000 m                              | Niels Fredborg                                                                    | Jack Simes                                                                               | Gianni Sartori                                                                 |
| Tandemy                                       | Włochy · Walter Gorini · Giordano Turrini                                         | Belgia · Daniel Goens · Robert Van Lancker                                               | Japonia · Sanji Inoue · Hideo Madarame                                         |

## Klasyfikacja medalowa
| Miejsce | Państwo           |   |   |   | Razem |
| ------- | ----------------- | - | - | - | ----- |
| 1.      | Włochy            | 5 | 0 | 4 | 9     |
| 2.      | Dania             | 2 | 2 | 0 | 4     |
| 3.      | ZSRR              | 2 | 1 | 1 | 4     |
| 4.      | Belgia            | 1 | 2 | 1 | 4     |
| 5.      | Wielka Brytania   | 1 | 1 | 0 | 2     |
| 6.      | Holandia          | 0 | 2 | 1 | 3     |
| 7.      | Szwajcaria        | 0 | 1 | 1 | 2     |
| 8.      | Argentyna         | 0 | 1 | 0 | 1     |
|         | Stany Zjednoczone | 0 | 1 | 0 | 1     |
| 10.     | Japonia           | 0 | 0 | 1 | 1     |
|         | RFN               | 0 | 0 | 1 | 1     |
|         | Szwecja           | 0 | 0 | 1 | 1     |